# Andrea De Falco
Andrea De Falco (Ancona, 19 giugno 1986) è un allenatore di calcio ed ex calciatore italiano, di ruolo centrocampista, tecnico del Ravenna femminile.

## Carriera

### Calciatore

#### Club
Cresciuto nella squadra della sua città, l'Ancona, esordisce con la stessa a 17 anni in Serie A il 25 gennaio 2004 nella gara in occasione di una sconfitta per 5-0 contro il Milan. Durante l'annata viene convocato spesso, chiudendo la stagione con sette presenze in campionato. Successivamente viene ingaggiato dalla Fiorentina, con la cui maglia però non riesce a scendere in campo, ragione per cui nel gennaio del 2005 viene girato in prestito al Pisa con cui disputa 9 partite in Serie C1.
Rientra poi alla Fiorentina, ma durante la stagione 2005-2006 non riesce a timbrare nessuna presenza in campionato. Nel 2006 passa al Pescara, in Serie B, pilotato in quella stagione prima da Davide Ballardini e da Ammazzalorso, con cui disputa un girone d'andata disastroso, racimolando appena 5 punti, mentre il girone di ritorno lo incomincia nel migliore dei modi guidato dal tecnico Luigi De Rosa, conquistando una serie di vittorie consecutive, tra le più significative quelle contro Lecce (2-1), Bari (1-2) e Cesena (1-0) che fecero sollevare subito i biancoazzurri fino alla zona play-out e disputando con i "delfini abruzzesi" l'unico periodo positivo di quella difficile stagione culminata nel finale da gravi problemi societari che portarono la società a un passo dal fallimento; in 25 gare di campionato riesce a segnare anche i primi due gol da professionista, di cui uno realizzato contro nel 2-1 contro il Bologna.
Nel 2007-2008 si trasferisce al Taranto in C1 ottenendo presenze durante la "regular season" più altre 4 gare giocate durante i play-off. Proprio con i pugliesi perde la finale play-off contro la sua ex squadra dell'Ancona.
Quest'ultima lo riacquista per la stagione successiva, facendolo di nuovo giocare tra i cadetti. Con la squadra marchigiana disputa due campionati molto positivi: al primo anno colleziona 35 presenze (più 2 nei play-out) e mette a segno 3 gol, mentre al secondo anno disputa 38 partite e realizza 2 reti. A fine stagione il club dorico, in grosse difficoltà economiche, non riesce a iscriversi a nessun campionato professionistico, mentre il calciatore rientra al Chievo, che nel frattempo aveva acquistato il suo cartellino.
La società veneta, però, non lo conferma nel proprio organico e il 30 agosto del 2010 lo cede in prestito con diritto di riscatto al Sassuolo in Serie B. Il 20 settembre 2010, nel posticipo della 5ª giornata del campionato 2010-2011, segna il suo primo gol con la maglia neroverde con un tiro da 23 metri che finisce all'incrocio dei pali sbattendo contro la parte inferiore della traversa.
Terminato il prestito torna al Chievo che nell'estate 2011 lo gira in prestito con diritto di riscatto al Bari insieme con il compagno di squadra de Paula. Il 30 agosto 2011 bagna l'esordio con i galletti con un gol, segnato nei minuti di recupero nella partita contro il Modena, valida per la seconda giornata di campionato.
Il 27 agosto 2012 torna in comproprietà a Bari nell'ambito dello scambio che porta Nicola Bellomo al Chievo.
Nelle stagioni successive, fra il 2014 e il 2022, gioca nelle serie minori italiane (con Benevento, Juve Stabia, Matera, Vicenza, Reggina, Siena, Viterbese e Nereto), prima di passare il 9 gennaio 2022 al club sammarinese del Tre Fiori, dove gioca per due anni.
Nel giugno 2023 si trasferisce al Tre Penne con cui gioca una sola gara in UEFA Champions League contro il Breiðablik, prima di ritirarsi dal calcio.

#### Nazionale
Ha giocato con le nazionali giovanili italiane Under-18 ed Under-19.

### Allenatore
Dopo aver smesso di giocare a calcio inizia immediatamente la sua carriera da allenatore, firmando un contratto con il Tre Fiori.

## Calcioscommesse
Coinvolto nel calcioscommesse (per omessa denuncia), il 31 maggio 2012 patteggiando viene squalificato per 6 mesi.

## Statistiche

### Presenze e reti nei club
Statistiche aggiornate al 15 settembre 2019.
| Stagione          | Squadra             | Campionato        | Campionato | Campionato | Coppe nazionali | Coppe nazionali | Coppe nazionali | Coppe continentali | Coppe continentali | Coppe continentali | Altre coppe | Altre coppe | Altre coppe | Totale | Totale |
| Stagione          | Squadra             | Comp              | Pres       | Reti       | Comp            | Pres            | Reti            | Comp               | Pres               | Reti               | Comp        | Pres        | Reti        | Pres   | Reti   |
| ----------------- | ------------------- | ----------------- | ---------- | ---------- | --------------- | --------------- | --------------- | ------------------ | ------------------ | ------------------ | ----------- | ----------- | ----------- | ------ | ------ |
| 2003-2004         | Ancona              | A                 | 7          | 0          | CI              | 0               | 0               | -                  | -                  | -                  | -           | -           | -           | 7      | 0      |
| 2004-gen. 2005    | Fiorentina          | A                 | 0          | 0          | CI              | 0               | 0               | -                  | -                  | -                  | -           | -           | -           | 0      | 0      |
| gen.-giu. 2005    | Pisa                | C1                | 9          | 0          | CI-C            | 0               | 0               | -                  | -                  | -                  | -           | -           | -           | 9      | 0      |
| 2005-2006         | Fiorentina          | A                 | 0          | 0          | CI              | 0               | 0               | -                  | -                  | -                  | -           | -           | -           | 0      | 0      |
| Totale Fiorentina | Totale Fiorentina   | Totale Fiorentina | 0          | 0          |                 | 0               | 0               |                    | -                  | -                  |             | -           | -           | 0      | 0      |
| 2006-2007         | Pescara             | B                 | 25         | 2          | CI              | 1               | 0               | -                  | -                  | -                  | -           | -           | -           | 26     | 2      |
| 2007-2008         | Taranto             | C1                | 25+4       | 0          | CI-C            | 1               | 0               | -                  | -                  | -                  | -           | -           | -           | 30     | 0      |
| 2008-2009         | Ancona              | B                 | 35+2       | 3          | CI              | 1               | 0               | -                  | -                  | -                  | -           | -           | -           | 38     | 3      |
| 2009-2010         | Ancona              | B                 | 38         | 2          | CI              | 2               | 0               | -                  | -                  | -                  | -           | -           | -           | 40     | 2      |
| Totale Ancona     | Totale Ancona       | Totale Ancona     | 80+2       | 5          |                 | 3               | 0               |                    | -                  | -                  |             | -           | -           | 85     | 5      |
| 2010-2011         | Sassuolo            | B                 | 35         | 5          | CI              | 1               | 0               | -                  | -                  | -                  | -           | -           | -           | 36     | 5      |
| ago. 2011         | Chievo              | A                 | 0          | 0          | CI              | 1               | 0               | -                  | -                  | -                  | -           | -           | -           | 1      | 0      |
| ago. 2011-2012    | Bari                | B                 | 38         | 6          | CI              | 1               | 0               | -                  | -                  | -                  | -           | -           | -           | 39     | 6      |
| 2012-2013         | Bari                | B                 | 16         | 0          | CI              | 0               | 0               | -                  | -                  | -                  | -           | -           | -           | 16     | 0      |
| 2013-gen. 2014    | Bari                | B                 | 11         | 0          | CI              | 2               | 0               | -                  | -                  | -                  | -           | -           | -           | 13     | 0      |
| Totale Bari       | Totale Bari         | Totale Bari       | 65         | 6          |                 | 3               | 0               |                    | -                  | -                  |             | -           | -           | 68     | 6      |
| gen.-giu. 2014    | Juve Stabia         | B                 | 13         | 0          | CI              | 0               | 0               | -                  | -                  | -                  | -           | -           | -           | 13     | 0      |
| 2014-2015         | Benevento           | LP                | 6+1        | 0          | CI+CI-LP        | 0               | 0               | -                  | -                  | -                  | -           | -           | -           | 7      | 0      |
| 2015-2016         | Benevento           | LP                | 31         | 3          | CI+CI-LP        | 0+1             | 0               | -                  | -                  | -                  | SL-LP       | 1           | 0           | 33     | 3      |
| 2016-2017         | Benevento           | B                 | 13         | 0          | CI              | 1               | 0               | -                  | -                  | -                  | -           | -           | -           | 14     | 0      |
| Totale Benevento  | Totale Benevento    | Totale Benevento  | 50+1       | 3          |                 | 2               | 0               |                    | -                  | -                  |             | 1           | 0           | 54     | 3      |
| ago. 2017-2018    | Matera              | C                 | 26         | 1          | CI+CI-C         | 0+2             | 0               | -                  | -                  | -                  | -           | -           | -           | 28     | 1      |
| 2018-gen. 2019    | Vicenza             | C                 | 16         | 0          | CI+CI-C         | 0+0             | 0               | -                  | -                  | -                  | -           | -           | -           | 16     | 0      |
| gen.-giu. 2019    | Reggina             | C                 | 9          | 0          | CI+CI-C         | 0+0             | 0               | -                  | -                  | -                  | -           | -           | -           | 9      | 0      |
| 2019-2020         | Viterbese Castrense | C                 | 11         | 0          | CI-C            | -               | -               | -                  | -                  | -                  | -           | -           | -           | 11     | 0      |
| Totale carriera   | Totale carriera     | Totale carriera   | 362+7      | 22         |                 | 14              | 0               |                    | -                  | -                  |             | 1           | 0           | 383    | 22     |

### Statistiche da allenatore
Statistiche aggiornate al 5 maggio 2021.
| Stagione        | Squadra         | Campionato      | Campionato | Campionato | Campionato | Campionato | Coppe nazionali | Coppe nazionali | Coppe nazionali | Coppe nazionali | Coppe nazionali | Coppe continentali | Coppe continentali | Coppe continentali | Coppe continentali | Coppe continentali | Altre coppe | Altre coppe | Altre coppe | Altre coppe | Altre coppe | Totale | Totale | Totale | Totale | % Vittorie | Piazzamento |
| Stagione        | Squadra         | Comp            | G          | V          | N          | P          | Comp            | G               | V               | N               | P               | Comp               | G                  | V                  | N                  | P                  | Comp        | G           | V           | N           | P           | G      | V      | N      | P      | %          | Piazzamento |
| --------------- | --------------- | --------------- | ---------- | ---------- | ---------- | ---------- | --------------- | --------------- | --------------- | --------------- | --------------- | ------------------ | ------------------ | ------------------ | ------------------ | ------------------ | ----------- | ----------- | ----------- | ----------- | ----------- | ------ | ------ | ------ | ------ | ---------- | ----------- |
| 2023-2024       | Tre Fiori       | CS              | 30+2       | 17         | 6+1        | 7+1        | CT              | 6               | 2               | 2               | 2               | -                  | -                  | -                  | -                  | -                  | -           | -           | -           | -           | -           | 38     | 19     | 9      | 10     | 50,00      | 6º          |
| Totale carriera | Totale carriera | Totale carriera | 32         | 17         | 7          | 8          |                 | 6               | 2               | 2               | 2               |                    |                    |                    |                    |                    |             |             |             |             |             | 38     | 19     | 9      | 10     | 50,00      |             |

## Palmarès

### Club

#### Competizioni nazionali
- Lega Pro: 1

Benevento: 2015-2016 (Girone C)